# Carlos Víctor Aramayo
Carlos Víctor Aramayo (7 de octubre de 1889-14 de abril de 1981) fue un empresario boliviano apodado Barón del estaño junto a Simón Iturri Patiño y Mauricio Hochschild, su actividad minera en una época de fuerte crecimiento del precio internacional de ese mineral lo llevó a acumular una gran fortuna y poder en su país.
A nivel político, ocupó el cargo de Ministro de Hacienda y, en Londres, la representación diplomática.